# I nostri successi
I nostri successi è l'album di esordio del complesso musicale italiano dei I Bisonti, pubblicato dalla City Record con distribuzione Ariston Records

## Il disco
Il primo album dei Bisonti viene pubblicato dopo una serie di 45 giri incisi nei quattro anni precedenti (di cui alcuni inseriti nel disco): dopo i primi, passati inosservati, Occhi di sole aveva riscosso un buon successo di vendite (anche grazie al lato B, Crudele, una bella canzone beat con suoni particolarmente ruvidi).
L'ultima nota, Quando sarai sola Per il mondo me ne vo e Mi è rimasto un fiore sono gli unici brani inediti dell'album; gli ultimi due verranno pubblicati comunque su 45 giri qualche settimana dopo.
Come per tutta la produzione del gruppo, lo stile dell'album è disomogeneo, e accanto a canzoni beat come  Ma se ci penso, Viso di luce, Quando sarai sola e la già ricordata Crudele si affiancano canzoni melodiche come Richiamo d'amore o L'ultima nota.
Il brano La tua ombra su 45 giri era stato pubblicato con il titolo La tua ombra (mi segue).
La copertina del disco raffigura uno stemma araldico con una foto dei Bisonti dove, tra i componenti appare Giorgio Speranza (nonostante in molte delle canzoni pubblicate su 45 giri abbia suonato, in realtà, il precedente chitarrista Fulvio Carotti); sul retro sono riprodotti i testi di tutte le canzoni.
L'album è stato ristampato in CD nel 1994 dalla Mellow Records con alcune bonus tracks di epoca successiva (in cui vi è Ciro D'Ammicco al posto di Paolo Pasolini), tranne Lui non vuole, che era il lato B di La tua ombra (sul 45 giri pubblicato nel 1966).

## Tracce
LATO A
1. Occhi di sole (testo di Romualdo Friggieri e Saverio Mucci; musica di Paolo Gatti) - 2:58
2. La tua ombra (testo di Romualdo Friggieri e Saverio Mucci; musica di Paolo Gatti) - 2:49
3. Io sto piangendo (testo di Romualdo Friggieri; musica di Riscian) - 3:19
4. Per il mondo me ne vo (testo di Teresina Ferrari; musica di Angrek) - 2:51
5. L'ultima nota (testo di Rizzini; musica di Bruno Baresi e Antonio Greco) - 3:06
6. Ma se ci penso (testo di Contefior; musica di Paolo Gatti) - 2:15

LATO B
1. Richiamo d'amore (testo di Romualdo Friggieri; musica di Riscian) - 2:42
2. Crudele (testo di Romualdo Friggieri; musica di Solisca) - 2:28
3. Mi è rimasto un fiore (testo di Romualdo Friggieri; musica di Angrek e Peppino Prencipe) - 2:59
4. Grido al mondo (testo di Teresa Novello; musica di Paolo Gatti) - 2:38
5. Viso di luce (testo di Teresina Ferrari; musica di Paolo Gatti) - 2:50
6. Quando sarai sola (testo di Contefior; musica di Paolo Gatti) - 2:23

Bonus tracks (sulla ristampa in CD):
1. Gaye (testo e musica di Ward e Chodwing) - 3:05
2. Un uomo solo (testo di Danpa; musica di Ciro D'Ammicco) - 3:08
3. Lui non vuole (testo di Contefior; musica di Paolo Gatti) - 1:42
4. Occhi di mare (testo di Massimo Chiodi; musica di Bruno Castiglia) - 3:31
5. Bambina (testo di Romualdo Friggieri; musica di Corrente e Riscian) - 2:56

## Formazione
- Bruno Castiglia: voce, chitarra
- Fulvio Carotti: chitarra
- Paolo Pasolini: organo
- Paolo Cocchi: basso
- Gianni Calabria: batteria
- Giorgio Speranza: chitarra